# Batalla de Moira
La Batalla de Moira, conocida antiguamente como la Batalla de Magh Rath, tuvo lugar en el verano de 637 entre el Rey Supremo de Irlanda Domnall II y su hijo adoptivo Congal Cáech, rey de Ulaid, apoyado por su aliado Domnall Brecc de Dál Riata.
Se cree que la batalla se luchó en los bosques de Killultagh en las afueras de Moira en el actual Condado de Down. Presuntamente fue la batalla más grande jamás luchada en la isla de Irlanda, y concluyó con la muerte de Congal y el retiro de Domnall Brecc. Aun así, la ubicación de la batalla no está clara y algunos estudiosos identifican la ubicación a unas cuantas millas a las afueras de Newry, Condado de Down en la proximidad de los townlands de Sheeptown y Derrylecklagh cercano del antiguo rath conocido como Crown Mound. 

## Contexto
La Irlanda de la época estaba formada por reinos pequeños, unidos y separados por lealtades tribales, a menudo en guerra. Otros reinos británicos y en particular Escocia se vieron implicados frecuentemente en los asuntos irlandeses, especialmente Dál Riata, que habría ocupado desde Escocia un sustancial territorio al norte de Lough Neagh. De hecho, las lealtades tribales a menudo se extendían a través del Mar irlandés, donde clanes idénticos podrían ser encontrados en ambas orillas, especialmente en Escocia. Las rivalidades y las alianzas entre estos pequeños reinos cambiaban frecuentemente. Por ejemplo, Dál Riata, que luchó con Congal en esta batalla, había visto como uno de sus reyes moría a manos del hermano de Congal en la Batalla de Fid Eoin (629 o 630).
El propio Congal había establecido su base de poder en Dál Riata, donde asumió el trono, antes de ser reconocido como rey de Ulaid en 627. Sus ambiciones pronto chocaron con las de Domnall II, que sería Rey Supremo de Irlanda en 628. Irónicamente, Domnall II sólo alcanzó el trono supremo porque Congal había derrotado y asesinado a su predecesor, Suibne Menn, (que era un primo lejano de Domnall del clan Uí Néill) en una batalla anterior.
Domnall lanzó un primer ataque sobre Leinster en 628 para asegurar su autoridad como Rey Supremo. Algunos las fuentes primarias declaran que Congal se convirtió en Ard Rí tras la derrota de Suibne Menn.  Es posible por tanto que Domnall alcanzara la posición indirectamente de su rival. En cualquier caso, ambos se convirtieron en enemigos.
En 629, los dos reyes se enfrentaron en la Batalla de Dún Ceithirn en el actual Condado de Londonderry. En aquella ocasión Congal fue derrotado, y Domnall se mantuvo como Rey Supremo sin disputas.
A lo largo de los años 630, Domnall continuó guerreando contra el clan Uí Néill. En 637, no obstante, Congal desafió una vez más al Ard Rí, y buscó el apoyo de Dál Riata. Las dos fuerzas se encontraron al este de Lough Neagh.

## Ubicación
En 637, el poblamiento de Moira era sustancialmente más pequeño que en la actualidad. No obstante, existía al menos una mota. El área estaba también mucho más arbolada en época, con la existencia de un gran bosque cerca del villorrio. La ubicación también puede haber situarse en Newry en una área que es hoy rica en monumentos históricos.

## Batalla
Sabemos poco sobre la batalla real. Ambos ejércitos estaban compuestos principalmente por nativos irlandeses. No obstante, Domnall I de Dál Riata aportaba una fuerza más diversa. Su ejército incluía escotos, Pictos, anglosajones y Britanos (galeses). Al menos un bando contaba con una caballería sustancial.
Según Sir Samuel Ferguson "parece haber razones para creer que la lucha duró una semana", al final del cual la fuerza derrotada huyó hacia el bosque de Killultagh. Las fuerzas de Ulaid y Dál Riata fueron derrotadas, con Domnall de Dál Riata obligado a dirigirse a sus posesiones septentrionales. Congal murió en el curso de la batalla.
La escala de la batalla quedó confirmada en el siglo XIX cuando el ferrocarril llegó a Moira. Se encontraron miles de restos de hombres y caballos. Cuándo uno considera que los supervivientes fueron probablemente bastantes más, entonces la reputación de la magnitud de la batalla es evidente.

## Consecuencias
Con la muerte de Congal en la batalla la posibilidad para los Dál nAraidi y sus aliados locales de hacer retroceder a Domnall desapareció, y los Ulaid tuvieron que aceptar los avances realizados por el Rey Supremo. No obstante, no fueron totalmente sometidos.
Por contraste, las consecuencias fueron mucho más graves en Dál Riata. La derrota terrestre en Moira se unió con una derrota naval encima exactamente el mismo día; en la Batalla del Mull de Kintyre la flota del Ard Rí derrotó a la de Dál Riata. Como resultado, las fuerzas del Rey Supremo ocuparon las tierras de Dál Riata al norte Antrim, indefensas tras los combates.
Como resultado directo de la batalla el clan Uí Néill se convirtió en hegemónico en el norte de Irlanda. Sus descendientes reclamarían supremací sobre parte del territorio al menos hasta la Fuga de los Condes casi mil años más tarde en 1607.